# POEM@home
POEM@home (Protein Optimization with Energy Methods, Proteinoptimierung mit Energiemethoden) war ein Volunteer-Computing-Projekt des Karlsruher Instituts für Technologie, das mittels der Technik des verteilten Rechnens versuchte, Proteinstrukturen zu optimieren.
Hierzu verwendete es ein atomares Modell für die freie Energie der Proteine, daher funktionierte POEM@home sowohl bei neuen Proteinfaltungen als auch bei Anwendungen in der Nanobiotechnologie, für die keine experimentellen Daten vorlagen.
Das Projekt wurde im Oktober 2007 gestartet. Die Basis der Berechnungen bildete die Software BOINC von der University of California, Berkeley. Zum Schluss lag die Rechenleistung des Projekts bei ungefähr 739 TeraFLOPS, die je nach Tagesleistung schwanken konnte.

## Wissenschaftliche Relevanz
Es wurde ein anderer wissenschaftlicher Ansatz zur Proteinfaltung als bei ähnlichen Projekten benutzt. Hierzu wurde Christian B. Anfinsens nobelpreisgekrönte thermodynamische Hypothese verwendet, die besagt, dass Proteine in ihrem biologisch aktiven Zustand eine minimale freie Energie haben. Die ansonsten üblichen, an Rechenzeit aufwändigen Simulationsprozesse wurden so durch viel schnellere Optimierungsprozesse ersetzt.
Nach kurzer Zeit konnte POEM@home schon erste Resultate vorweisen.
Mit diesen Resultaten nahm das Projekt auch an dem alle zwei Jahre stattfindenden internationalen Forschungswettbewerb CASP teil.

## Ziele
POEM@home verfolgte folgende Ziele:
- Vorhersage der biologisch aktiven Struktur von Proteinen
- Verständnis der signalverarbeitenden Mechanismen während der Interaktion verschiedener Proteine miteinander
- Verständnis von Krankheiten die auf Protein-Fehlfunktionen oder -Aggregationen beruhen
- Entwicklung neuer Medikamente auf der Basis dreidimensionaler Strukturen biologisch wichtiger Proteine